# Амарок (волк)
Амарок (англ. Amarok, англ. Amaroq) — гигантский волк в эскимосской мифологии, пожирающий неосторожных охотников, решивших охотиться в одиночку в лесу ночью, но он также может помочь людям в поддержании стад карибу здоровыми, убивая слабых и больных животных. Иногда амарока называют «богом», но в эскимосской мифологии богов нет — эскимосы анимисты. Название «Амарок» означает также волка среди эскимосов, изучаемого в контексте криптозоологии, до нашего времени название дошло в литературных произведениях и музыке.

## Этимология
Амарок означает «волк» или «дух волка» в языке эскимосов. Слово употребляется в значении «дух волка» в анимизме эскимосов, и в значении волк, как животное.

## Связанные легенды
Амарока рассматривали как великого охотника, который, в отличие от обычных волков, охотящихся в стае, нападает на свою добычу в одиночку. Считается, что он убивает охотников-людей, которые охотятся в одиночку в ночное время.
Волк всегда играл большую роль в культуре американских индейцев и иннуитов, но в отличие от культуры европейцев, в их культуре волк не только отрицательный, но и положительный персонаж, партнёр в поисках пищи.

## Искусство
Амарок является довольно популярной темой в искусстве иннуитов.

## Массовая культура
- Автомобиль Volkswagen Amarok.
- Amarok — музыкальный альбом Майка Олдфилда.
- Amarok (группа) — польская музыкальная группа.
- Amarok (альбом Nargaroth) — музыкальный альбом 2000 года группы «Nargaroth».
- Роман «Julie of the Wolves».
- На логотипе одноимённой программы Amarok (раньше amaroK).
- Амароки в эпизоде «The Ice Caverns of Ellef Ringnes» и «Cryptid vs. Cryptid» из «The Secret Saturdays».
- Амарок - дух иннуитов - является персонажем мультсериала художницы Бетси Ли "Без Зла".
- КООПН АМАРОК - поисково-спасательный отряд в Калужской области.